# Harbin Taiping International Airport

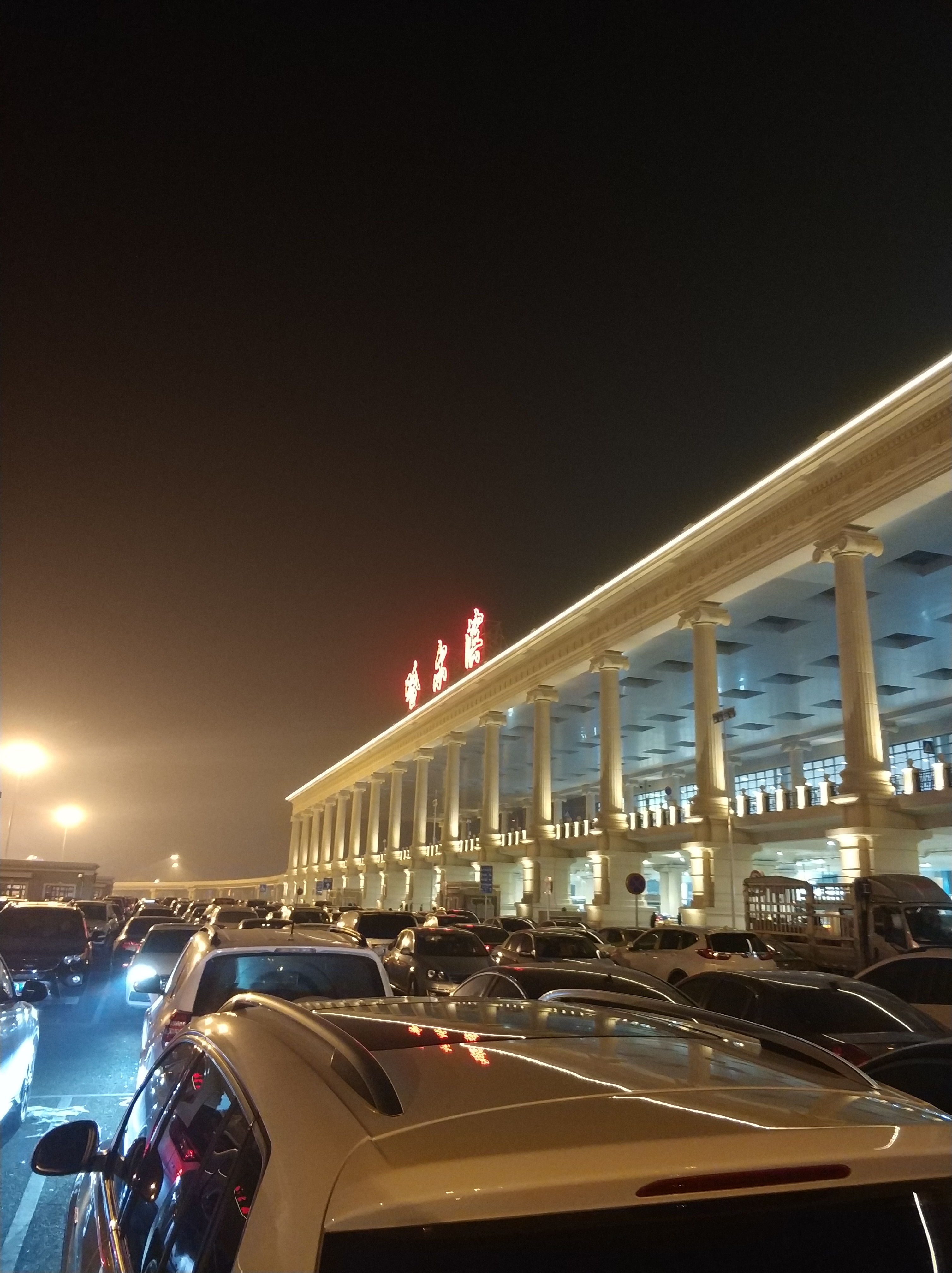

De Harbin Taiping International Airport (Chinees: 哈尔滨太平国际机场, Hanyu pinyin: Hārbīn Tàipíng Guójì Jīchǎng) (IATA-code: HRB, ICAO-code: ZYHB) is een vliegveld bij Taiping, Daoli op 35 kilometer ten zuidwesten van Harbin, de hoofdstad van de noordoostelijke provincie Heilongjiang in  China. De luchthaven is een hub vooral voor China Southern Airlines en een focus city voor China Eastern Airlines en Sichuan Airlines en telde in 2024 23.798.000 passagiers.
De luchthaven wordt bediend door het Taoxian Airport metrostation, gelegen onder Terminal T3, wat het eindpunt is van Shenyang Metro lijn 2 en heeft een directe doorgang naar de B1-verdieping van Terminal T3.  Van 2013 tot 2024 werd de lijn bediend door tramlijnen van Shenyang.  

## Geschiedenis
Harbin Taiping Airport, voorheen bekend als Yanjiagang Airport, werd gebouwd in 1979 met verdere uitbreiding tussen 1994 en 1997 voor een bedrag van $ 960 miljoen RMB. Het verving de oude luchthaven Harbin Majiagou (哈尔滨马家沟机场) die oorspronkelijk in 1931 door de Japanners werd gebouwd. In 1984 werd Taiping opgewaardeerd tot een internationale luchthaven. Tegenwoordig dient het als een transportknooppunt voor de noordoostelijke regio van China en is het de grootste luchthaven die de provincie Heilongjiang bedient.
Om het groeiende aantal passagiers aan te kunnen, werd op 30 april 2018 een bijkomende nieuwe Terminal 2 geopend. Deze terminal is alleen voor binnenlandse vluchten. Alle internationale vluchten blijven in de oude terminal, ten noorden van Terminal 2, die wordt herontwikkeld om internationale vluchten beter te verwerken.
De luchthaven heeft twee start- en landingsbanen, 05L/23R en 05R/23L. De eerste start- en landingsbaan werd in 1979 geopend met de luchthaven als 05/23. De tweede baan 05R/23L is op 23 januari 2025 geopend als onderdeel van het uitbreidingsprogramma, de naam van de oude baan 05/23 werd veranderd in 05L/23R.
| Internationale bestemmingen |
| --- |
| · Harbin Jakoetsk Vladivostok Tokio-Narita Irkoetsk Taiwan-Taoyuan Seoel-Incheon Osaka-Kansai Niigata Nagoya-Centrair Chabarovsk Jeju Ulaanbaatar Krasnojarsk Joezjno-Sachalinsk Novosibirsk Hong Kong Cheongju Blagovesjtsjensk Jekaterinburg Internationale (inclusief HK/Macao/Taiwan) bestemmingen vanaf Harbin Taiping International Airport |